# Damalis signata
Damalis signata är en tvåvingeart som beskrevs av Walker 1860. Damalis signata ingår i släktet Damalis och familjen rovflugor.
Artens utbredningsområde är Myanmar. Inga underarter finns listade i Catalogue of Life.